# بابی اترج
بابی اترج (انگلیسی: Bobby Etheridge; ۲۱ مارس ۱۹۳۴ – ۴ آوریل ۱۹۸۸) بازیکن فوتبال اهل بریتانیا بود.
از باشگاه‌هایی که در آن بازی کرده‌است می‌توان به باشگاه فوتبال گلاستر سیتی، باشگاه فوتبال بریستول سیتی، و باشگاه فوتبال چلتنهام تاون اشاره کرد.